# Albert Kluyver
Albert Jan Kluyver, född 3 juni 1888 i Breda, död 14 maj 1956, var en nederländsk mikrobiolog och biokemist.
Kluyver blev 1920 Martinus Willem Beijerincks efterträdare som professor i mikrobiologi vid Delfts tekniska universitet, en befattning vilken han behöll intill sin död (han efterträddes i sin tur av svensken Torsten Wikén). Kluyver skapade en helhetsbild genom att sammanställa detaljerad kunskap om enskilda mikroorganismer och kunde därigenom visa deras mycket stora biokemiska variation och kapacitet. Han tilldelades Copleymedaljen 1953.